# Gneu Manli Vulsó (cònsol 189 aC)
Gneu Manli Vulsó (en llatí Cnaeus Manlius CN. F. L. N. Vulso) va ser un magistrat romà.
L'any 197 aC era edil curul i després pretor amb Sicília com a província l'any 195 aC. El 193 aC era un dels triumvirs designats per fundar una colònia llatina al territori de la ciutat grega de Turis (Thurii). Aquest any va ser candidat al consolat, però no el van elegir.
El 189 aC va ser cònsol amb Marc Fulvi Nobílior. El senat el va enviar a Àsia per arranjar la pau amb Antíoc III el Gran, que ja havia estat acordada per Luci Corneli Escipió Asiàtic. Va arribar a Efes la primavera del 189 aC i desitjós d'obtenir gloria i botí va decidir atacar als gàlates de l'Àsia Menor sense esperar instruccions del senat. Va fer la guerra amb èxit i va derrotar els tres caps tribals que governaven als gàlates tolistobogis, tectòsages i trocmes, que es van haver de sotmetre incondicionalment al poder romà. Acabada la campanya a la tardor va portar les seves tropes als quarters d'hivern. En la guerra va recollir una part de les gran riqueses que els gàlates havien acumulat en les seves campanyes de saqueig.
Va restar a Àsia com a procònsol el següent any 188 aC quan va concloure formalment el Tractat d'Apamea amb Antíoc i va arranjar els afers d'Àsia. A l'estiu va tornar a Europa a través de Tràcia, on el seu exèrcit va ser atacat pels tracis i va perdre una part del botí capturat als gàlates, va creuar el Regne de Macedònia i l'Epir i va passar l'hivern a Apol·lònia d'Il·líria. Va arribar a Roma el 187 aC i va demanar els honors del triomf, i encara que la majoria dels deu comissionats encarregats junt amb ell d'arranjar la pau, s'hi oposava, al final li va ser concedit. Els seus soldats van introduir a Roma els luxes d'Orient cosa que va tenir un efecte negatiu a la societat romana.
L'any 184 aC va ser candidat a censor, però sense èxit.